# Jászberényi RK
Jászberényi RK est un club hongrois de volley-ball, fondé en 1993 et basé à Jászberény qui évolue pour la saison 2020-2021 en NB I.

## Palmarès
- Coupe de Hongrie
  - Finaliste : 2003.

## Effectifs

### Saison 2020-2021
| No                                       | Nom                                      | Date de naissance                        | Taille                         | Poids                          | Poste                          |
| ---------------------------------------- | ---------------------------------------- | ---------------------------------------- | ------------------------------ | ------------------------------ | ------------------------------ |
| 1                                        | Eszter Imre                              | 3 novembre 2003                          | 175                            |                                | Réceptionneuse-attaquante      |
| 2                                        | Viktória Juhász                          | 18 août 2003                             | 173                            |                                | Centrale                       |
| 3                                        | Kitti Sléder                             | 5 mai 2005                               | 173                            |                                | Réceptionneuse-attaquante      |
| 5                                        | Viktória Morvai                          | 8 juin 2005                              | 170                            |                                | Réceptionneuse-attaquante      |
| 6                                        | Lora Berényi                             | 3 juillet 2005                           | 164                            |                                | Passeuse                       |
| 7                                        | Fatime Farkas                            | 20 mars 2002                             | 171                            |                                | Attaquante                     |
| 8                                        | Gabriella Sándor                         | 27 septembre 2003                        | 168                            |                                | Réceptionneuse-attaquante      |
| 9                                        | Fanni Faragó                             | 22 septembre 2002                        | 183                            | 75                             | Centrale                       |
| 10                                       | Maja Lagzi-Kovács                        | 7 décembre 2005                          | 162                            |                                | Libero                         |
| 11                                       | Rebeka Horváth                           | 25 avril 2005                            | 163                            |                                | Centrale                       |
| 12                                       | Szonja Csabai                            | 19 septembre 2003                        | 179                            |                                | Centrale                       |
| 15                                       | Aliz Csiki                               | 12 décembre 2005                         | 172                            |                                | Passeuse                       |
| 16                                       | Karola Kocsmár                           | 31 juillet 1998                          | 183                            |                                | Centrale                       |
| 18                                       | Andrea Orsolya Nagy                      | 14 décembre 1999                         | 176                            |                                | Réceptionneuse-attaquante      |
| 19                                       | Leila Mizsei                             | 14 novembre 2000                         | 160                            |                                | Libero                         |
| 20                                       | Lili Hajdu                               | 20 mai 2004                              | 171                            |                                | Réceptionneuse-attaquante      |
|                                          |                                          |                                          |                                |                                |                                |
| Encadrement technique                    | Encadrement technique                    |                                          | Légende                        | Légende                        | Légende                        |
| Entraîneur : Gábor Deme                  | Entraîneur : Gábor Deme                  | Entraîneur : Gábor Deme                  | : Capitaine                    | : Capitaine                    | : Capitaine                    |
| Entraîneur(s) adjoint(s) : Renáta Sándor | Entraîneur(s) adjoint(s) : Renáta Sándor | Entraîneur(s) adjoint(s) : Renáta Sándor | : Joueuse blessée actuellement | : Joueuse blessée actuellement | : Joueuse blessée actuellement |